# Teoria de l'assemblatge

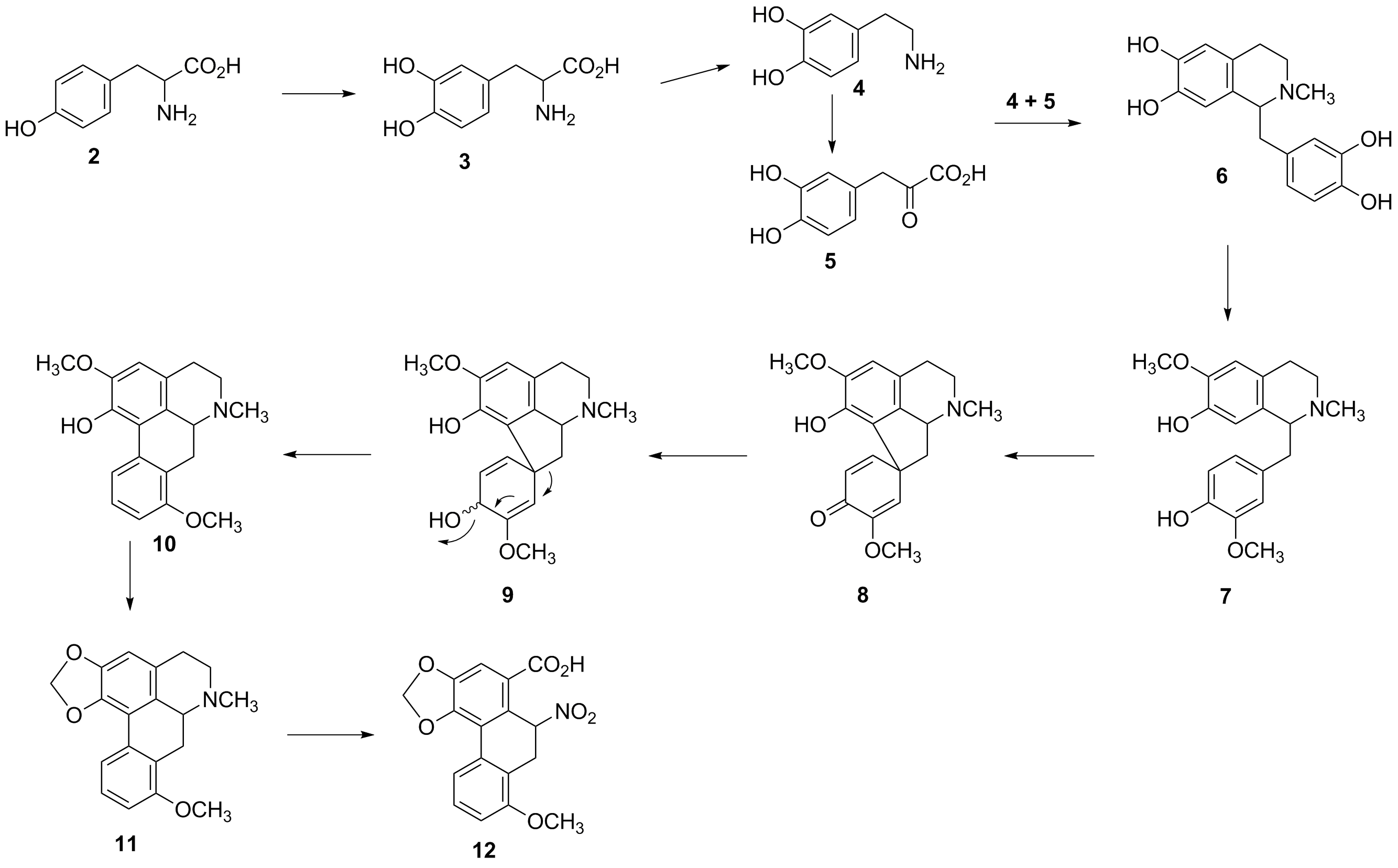
Síntesi de l'àcid aristolòquic. Les molècules complexes requereixen molts passos per sintetitzar-se. La teoria de l'assemblatge assenyala que com més passos calguin per sintetitzar una molècula concreta, més probable és que sigui d'origen biològic o tecnològic.

La teoria de l'assemblatge (Assembly theory, en anglès) és un marc explicatiu de l'evolució de la matèria i la complexitat, tant als éssers vius com als objectes abiòtics, mitjançant el seu procés de formació o assemblatge a partir de blocs fonamentals.
La teoria pretén ser un pont entre la física i la biologia, per tal de comprendre l'evolució de la matèria i l'aparició de la vida.
Per exemple, aquesta teoria assigna un índex d'assemblatge a les molècules, que serveix com a indicador mesurable de la seva complexitat estructural. Aquest enfocament permet la verificació experimental i té aplicacions en la comprensió dels processos de selecció, evolució i en la identificació de biosignatures en l'àmbit de l'astrobiologia.

## Marc teòric

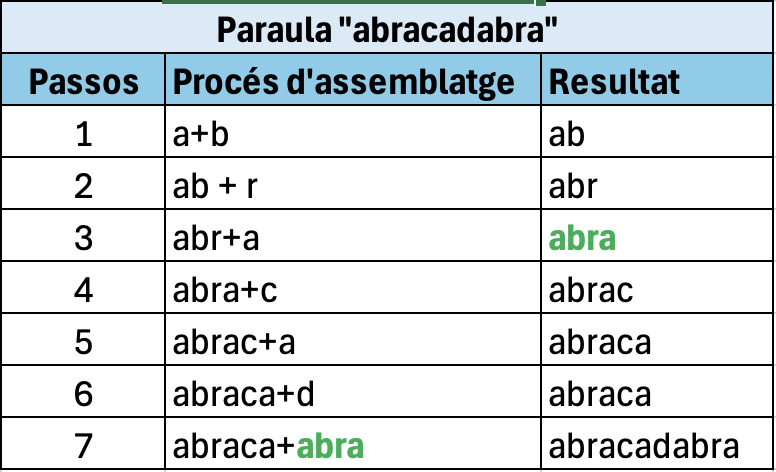
Exemple 1. Assemblatge de la paraula "abracadabra"

La hipòtesi va ser proposada pel químic Leroy Cronin el 2017 i desenvolupada per l'equip que hi dirigeix a la Universitat de Glasgow. Uns anys després, la teoria va ser ampliada en col·laboració amb un equip de la Universitat Estatal d'Arizona dirigit per l'astrobiòloga Sara Imari Walker. Al capdavall, el 2023, va ser publicat un article sobre la teoria a la revista Nature.
Allò que diferencia els éssers vius de la matèria inanimada és la capacitat dels primers a generar arquitectures complexes en abundància. Des de seqüències d'ADN fins a estructures de les proteïnes, les cèl·lules vives, les comunitats microbianes i estructures pluricel·lulars, les configuracions materials de la biologia es poden distingir fàcilment dels conjunts de materialsabiòtics, no vius. Amb tot, aquesta arquitectura complexa també és observable en els productes tecnològics, com ara les eines, les màquines i els artefactes. Tot i que aquests objectes no són vius, tampoc no es poden «formar aleatòriament», ja que són producte d'un organisme biològic i, per tant, són alhora un exemple de biosignatura i tecnosignatura. És a dir, una tecnologia produïda per una espècie biològica. La teoria de l'assemblatge és un enfocament per poder avaluar objectes complexos com a possibles tecnosignatures i, per tant, pot ser útil per explorar el cosmos a la recerca de noves formes de vida. Per a aconseguir-ho, la teoria pretén demostrar que un determinat artefacte és massa complex per haver-se format per casualitat. La teoria de l'assemblatge no només pretén obrir la recerca de biosignatures i tecnosignatures més enllà de la Terra, sinó que permet explorar el planeta Terra per a la cerca de nous tipus de biologia, així com determinar quan un sistema químic complex es pot considerar «viu».
La teoria de l'assemblatge conceptualitza els objectes no com a partícules puntuals, sinó com a entitats definides pel seu procés de formació. Així, la formació d'una molècula o un objecte mostra proves d'un procés de selecció combinatori. Els processos combinatoris són molt importants en química, en biologia i en el desenvolupament tecnològic. De fet, la majoria d'objectes es poden definir com a «estructures jeràrquiques modulars». Amb aquest punt de partida, la teoria de l'assemblatge defineix els següents conceptes:
- Objecte. Tot allò que pot ser potencialment construït o destruït, i que pot ser estudiat tenint present el seu historial evolutiu (biològic o tecnològic).

- Espai d'assemblatge. Per a qualsevol objecte se'n pot definir un, entès com tots els camins o vies possibles per l'assemblatge d'un objecte.
- Índex d'assemblatge. És el nombre de passos més petit per poder assemblar o produir l'objecte. Per aconseguir el menor nombre de passos, l'espai d'assemblatge utilitza la memòria.
- Procés d'assemblatge. És la quantitat total de processos de selecció necessaris per produir un conjunt d'objectes.

Així, per a un conjunt que conté {\displaystyle N_{T}} objectes en total, {\displaystyle N} dels quals són únics, l'índex d'assemblatge {\displaystyle A} es pot definir com:
{\displaystyle A=\mathop {\sum } \limits _{i=1}^{N}{e}^{{a}_{i}}\left({\frac {{n}_{i}-1}{{N}_{\rm {T}}}}\right)}
En què {\displaystyle n_{i}} indica el «número de còpia», és a dir, el nombre d'ocurrències d'objectes de tipus {\displaystyle i=\{1,2,\dots ,N\}} amb índex d'assemblatge {\displaystyle a_{i}}.

#### Exemple 1
La paraula “abracadabra” té una llargària d'11 lletres i conté 5 lletres úniques (components): a, b, c, d i r. Aquesta paraula es pot assemblar a partir dels seus components com a + b → ab + r → abr + a ⇾ abra + c → abrac + a → abraca + d → abracad + abra → abracadabra. En el darrer pas no es torna a assemblar "abra" lletra per lletra, sinó que es pot repetir el bloc construït en el pas número 3. Com que s'han  requerit 7 passos, es pot afirmar que l'índex de muntatge de la paraula "abracadabra" és 7. Per contra, al mot "abracadrbaa", si bé té la mateixa longitud, no es pot fer servir cap bloc de repetició, de manera que l'índex de muntatge és 10.

#### Exemple 2

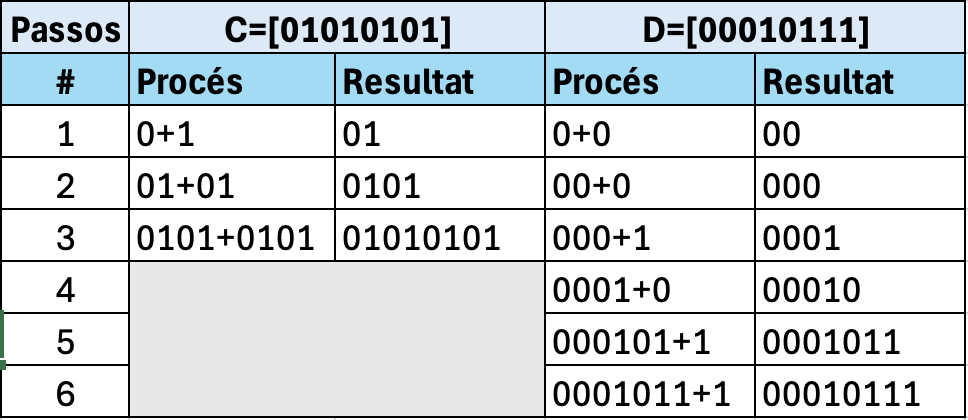
Exemple 2. Dues cadenes binàries amb la mateixa longitud i nombre d'elements (0,1), però amb diferent índex d'assemblatge.

Siguin dues cadenes binàries {\displaystyle C=[01010101]} i {\displaystyle D=[00010111]}. Totes dues tenen la mateixa longitud {\displaystyle N=8} bits, i totes dues tenen el mateix pes de Hamming {\displaystyle N_{1}=N/2=4}. Amb tot, els seus índexs d'assemblatge són diferents. La primera cadena té un índex {\displaystyle a(C)=3} (atès que "01" s'assembla a si mateix en "0101" i es torna a unir amb "0101" al darrer pas de l'assemblatge) i la segona cadena un índex {\displaystyle a(D)=6}, ja que en aquest cas només es pot agafar "01" del grup d'assemblatge, però no hi ha repeticions. En general, per a K subunitats d'un objecte O, l'índex d'assemblatge està limitat per {\displaystyle \log _{2}(K)\leq a_{O}\leq K-1}.
Un cop es descobreix el camí per assemblar un objecte, l'objecte es pot reproduir. Així, la taxa de descobriment de nous objectes es pot definir per la taxa d'expansió {\displaystyle k_{\text{d}}}, introduint una escala de temps de descobriment {\displaystyle \tau _{\text{d}}\approx 1/k_{\text{d}}}. Per incloure el número de còpia {\displaystyle n_{i}} en la dinàmica de la teoria de l'assemblatge es pot definir el temps de producció com {\displaystyle \tau _{\text{p}}\approx 1/k_{\text{p}}}, en què  {\displaystyle k_{\text{p}}} és la velocitat de producció d'un objecte concret {\displaystyle i}. Definides aquestes dues escales temporals diferents {\displaystyle \tau _{\text{d}}}, per al descobriment inicial d'un objecte, i {\displaystyle \tau _{\text{p}}}, per fer còpies dels objectes existents, es pot determinar els règims en què és possible la selecció.

## Aplicacions
Tot i que altres enfocaments de la física teòrica poden proporcionar una mesura de la complexitat, els investigadors afirmen que amb la teoria de l'assemblatge el nombre d'assemblatges moleculars es poden mesurar experimentalment. Així, és molt poc probable que les molècules amb un índex d'assemblatge elevat es formin abiòticament, disminuint la probabilitat de formació abiòtica a mesura que augmenta el valor de l'índex d'assemblatge. És a dir, un índex d'assemblatge elevat ens situa davant d'un objecte biològic o tecnològic. Des del punt de vista experimental, l'important és que l'índex d'assemblatge d'una molècula es pot obtenir directament mitjançant mètodes espectroscòpics, per la qual cosa es podria implementar en un instrument d'espectrometria de masses en tàndem de fragmentació per cercar biosignatures.
La teoria de l'assemblatge s'ha utilitzat per mapejar l'espai químic amb arbres d'assemblatge molecular, demostrant l'aplicació d'aquest enfocament en el descobriment de fàrmacs, en particular en la investigació de noves molècules semblants als opiacis, mitjançant la connexió dels "elements del conjunt d'assemblatge a través del mateix patró en què ells es van desconnectar dels seus compostos progenitors".
Amb tot, és difícil identificar les signatures químiques de la vida. Per exemple, els experiments biològics de les naus Viking al planeta Mart van detectar diferents molècules, però la seva descoberta tant podia ser atribuïda a processos biològics com no biològics. Pels estudis realitzats, sembla que només les mostres biològiques poden produir un índex d'assemblatge superior a 15. Tanmateix, l'any 2021, Leroy Cronin va explicar com els polioxometalats podrien tenir uns índexs d'assemblatge superiors a 15 a causa de l'autocatàlisi.

## Crítiques a la teoria
El químic Steven A. Benner ha criticat públicament diversos aspectes de la teoria de l'assemblatge. Benner argumenta que és fals que els sistemes abiòtics no puguin contenir molècules complexes. Un article publicat al Journal of Molecular Evolution fa referència al blog del Dr. Hector Zenil del King's College"que identifica no menys de vuit fal·làcies de la teoria de l'assemblatge". L'article també fa referència al vídeo assaig del mateix autor, afirmant que "resumeix aquestes fal·làcies, i destaca les limitacions conceptuals/metodològiques, i el fracàs generalitzat dels defensors de la teoria de l'assemblatge per reconèixer el treball previ rellevant en el camp de la ciència de la complexitat". L'article conclou que "el ressò al voltant de la teoria de l'assemblatge es reflecteix força desfavorablement tant en els autors com en el sistema de publicació científica en general". El grup dirigit per Hector Zenil, antic investigador sènior i membre del professorat d'Oxford i Cambridge i actualment professor associat d'Enginyeria Biomèdica del King's College de Londres, se cita per haver reproduït els resultats de la Teoria de l'assemblatge amb algorismes estadístics tradicionals.
Un altre article escrit per un grup de químics i científics planetaris, inclòs un de la NASA, publicat a la revista de la Royal Society Interface, va demostrar que els processos químics abiòtics tenen el potencial de formar estructures cristal·lines de gran complexitat. Tot plegat, amb uns valors que superen el límit proposat per Cronin d'un índex d'assemblatge de 15. Amb tot, conclouen que "si bé la proposta d'una biosignatura basada en un índex d'assemblatge molecular de 15 és un concepte interessant, l'afirmació que només la vida pot generar estructures moleculars amb un índex d'assemblatge superior a 15 (MA≥15) és errònia".